# L'Amant jaloux

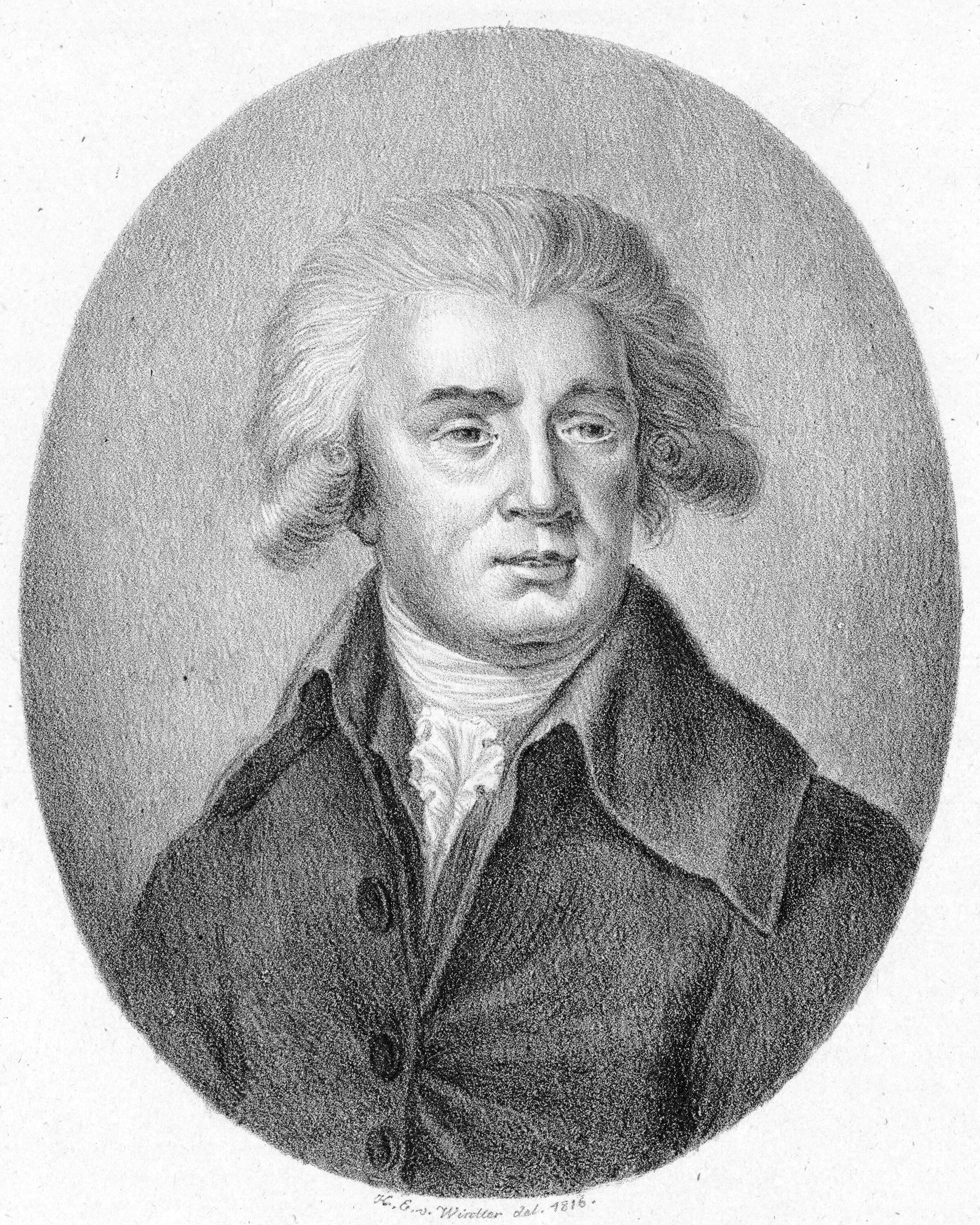
André Grétry.

L'Amant jaloux, ou Les fausses apparences (Den svartsjuke älskaren eller Falska skepnader) är en opéra comique i tre akter med musik av André Grétry och libretto av Thomas Hales och F. Levasseur efter pjäsen The Wonder: A Woman Keeps a Secret (1714) av Susanna Centlivre.

## Historia
De mest kända ariorna i operan är O douce nuit, tenor-serenaden Tandis que tout sommeille (inspelad av bland andra Roberto Alagna) och koloraturarian Je romps la chaîne qui m'engage. Grétry medgav att den sista arian inte spelade någon dramatisk funkrion men han önskade ge sin sopranstjärna Marie-Jeanne Trial ("den finaste rösten som någonsin funnits") "en chans att glänsa". Musikhistorikern David Charlton hävdar att Mozart och hans librettist Lorenzo da Ponte kände till Grétrys opera och var influerade av dess ensembler när de skrev Figaros bröllop.
Bampton Classical Opera framförde operan på engelska 2012. Rollen som Isabelle sjöngs av den australiensiska sopranen Martene Grimson.
Opera framfördes av Pinchgut Opera i december 2015 i City Recital Hall i Sydney.
Thomas Hales var en rumlare och äventyrsman som, för att kunna betala sina skulder, skrev två av 1700-talets bästa libretton - Le Jugement de Midas och L'Amant jaloux - åt Grétry. Operan hade premiär den 20 november 1778 på slottet Versailles utanför Paris. Svensk premiär den 28 januari 1804 på Arsenalsteatern i Stockholm vid ett gästspel av Den Kungliga Franska Truppen.

## Personer
| Roller                         | Stämma      | Premiärbesättning den 20 november 1778 (Dirigent: - ) |
| ------------------------------ | ----------- | ----------------------------------------------------- |
| Don Alonze, Léonores älskade   | tenor       | M. Clairval                                           |
| Lopez, en köpman               | bas         | M. Nainville                                          |
| Léonore, hans dotter           | sopran      | Mlle. Trial                                           |
| Florival, en fransk officer    | tenor       | M. Jullien                                            |
| Isabelle, Don Alonzes syster   | sopran      | Mlle. Billioni                                        |
| Jacinte, Léonores hushållerska | mezzosopran | Mlle. Dugazon                                         |

## Handling
Den spanske köpmannen Lopez försöker hindra sin dotter Léonore, som är änka, att gifta om sig enbart på grund av ekonomisk grund. Han gör allt för att hålla henne borta från friaren Don Alonze, som därmed anklagar Léonore för att ha en hemlig älskare. Den hemlige personen visar sig vara Léonores väninna Isabelle (Don Alonzes syster). Isabelles uppvaktare, den franske officeren Florival dyker upp och håller en serenad för henne under hennes fönster. Don Alonze blir svartsjuk då han tror att Florival uppvaktar Léonore. Till slut upptäcker de båda friarna att de inte är rivaler och allt slutar lyckligt.